# Rolf-Dieter Backhauß
Rolf-Dieter Backhauß (* 13. Juli 1941 in Schöningen) ist ein deutscher Politiker (SPD).
Der gelernte Kupferschmied Backhauß besuchte zunächst die Volksschule sowie im Anschluss daran die Berufsaufbauschule (in Form einer Abendschule).
1956 trat er der IG Metall als Mitglied bei und war acht Jahre in der gewerkschaftlichen Jugendarbeit tätig.
Im Jahr 1962 trat Backhauß der SPD bei und war zunächst als deren hauptamtlicher Geschäftsführer im Unterbezirk Helmstedt tätig, zu dessen ehrenamtlichem Vorsitzendem er später gewählt wurde. Nach seiner Amtszeit als gewähltes Mitglied des Bezirksvorstandes des SPD-Bezirks Braunschweig war er auch eine Zeit lang als dessen Leitender Geschäftsführer tätig. Seit längerem ist er Vorsitzender des SPD-Ortsvereins Schöningen.
Seine kommunalpolitische Laufbahn begann Backhauß 1968 als Mitglied des Helmstedter Kreistages, in dem er das Amt des stellvertretenden SPD-Fraktionsvorsitzenden übernahm. Von 1972 bis 1974 war er als stellvertretender Landrat des Landkreises Helmstedt tätig und war Mitglied in dessen Kreisausschuss. Vom 8. November 1996 bis 31. Juli 2003 amtierte er als Helmstedter Landrat, seitdem ist er 1. stellvertretender Landrat und 1. stellvertretender Kreistagsvorsitzender.
In seiner Geburtsstadt wurde Backhauß 1980 zum Ratsherrn gewählt, war von 1982 bis 1986 Zweiter stellvertretender Bürgermeister und ist seit 1986 Fraktionsvorsitzender der SPD im Rat der Stadt.
In der 10. bis 12. Wahlperiode vom 21. Juni 1982 bis 20. Juni 1994 war Rolf-Dieter Backhauß Mitglied des Niedersächsischen Landtages.
Als Vertreter des Landkreises Helmstedt ist Backhauß Mitglied der Verbandsversammlung des Zweckverbandes Großraum Braunschweig und ist dort Stellvertretender Fraktionsvorsitzender und Fraktionsgeschäftsführer der SPD.
Backhauß war als ehrenamtlicher Verwaltungsrichter tätig. Darüber hinaus amtiert er als Präsident der Deutsch-Tunesischen Gesellschaft und als Stellvertretender Vorsitzender des Fördervereins Schöninger Speere – Erbe der Menschheit.